# Distretto metropolitano di Kamrup
Il distretto metropolitano di Kamrup è un distretto dello stato dell'Assam in India. Il suo capoluogo è Guwahati.
Il distretto include 4 circoli (Chandrapur, Sonapur, Dispur e Guwahati) e tre blocchi di sviluppo (Chandrapur, Dimoria e Rani).